# Septième congrès du Parti du travail de Corée
Le septième congrès du Parti du travail de Corée a eu lieu en Corée du Nord du 6 au 9 mai 2016,,,,,, soit sur 4 jours.
Ce congrès est le premier du parti dirigeant le pays depuis celui de 1980.
Au cours de ce congrès, Kim Jong-un est devenu Président du Parti, fonction abolie en 1966. Kim Jong-un renforce son pouvoir à l'issue de ce congrès, en fondant quelque temps après la Commission des affaires de l’État qui concentre les pouvoirs de l’État, du Parti et de l'Armée. Cette nouvelle commission remplace la Commission Nationale de Défense, qui a été créée par Kim Jong-il et présidé par Kim Jong-un,.
Avec la résurrection du poste de Président du Parti et la création de la Commission, Kim Jong-un rapproche son mode de gouvernance à celui de son grand-père Kim Il-sung, et éloigne au contraire le souvenir et l'héritage de son père, Kim Jong-Il.

## Préparation
Le pays a été mobilisé à l'approche de ce congrès par un renforcement de la surveillance sur son territoire, et à la capitale, Pyongyang, cette préparation a fait l'objet d'une campagne spéciale à travers la « lutte des Soixante-dix jours », en mémoire du « combat des Cent jours » qui avait préparé le sixième Congrès en 1980,. La propagande a été accentuéa avec la mise en place de slogans.

## Réactions internationales

### Chine
Par le chef d'État chinois Xi Jinping, Kim Jong-un a été félicité pour ses « avancements » lors de ce septième congrès, et il a annoncé vouloir aider au « bonheur », à « la stabilité » et au « développement » des deux pays,.

### Corée du Sud
Avant ce congrès, la commission pour la Réunification pacifique de la Corée a averti que, tant que les États-Unis s’obstineraient dans une politique d’agression, la Corée du Nord poursuivrait le développement de l’arme de dissuasion nucléaire,.